# Louis Willemin

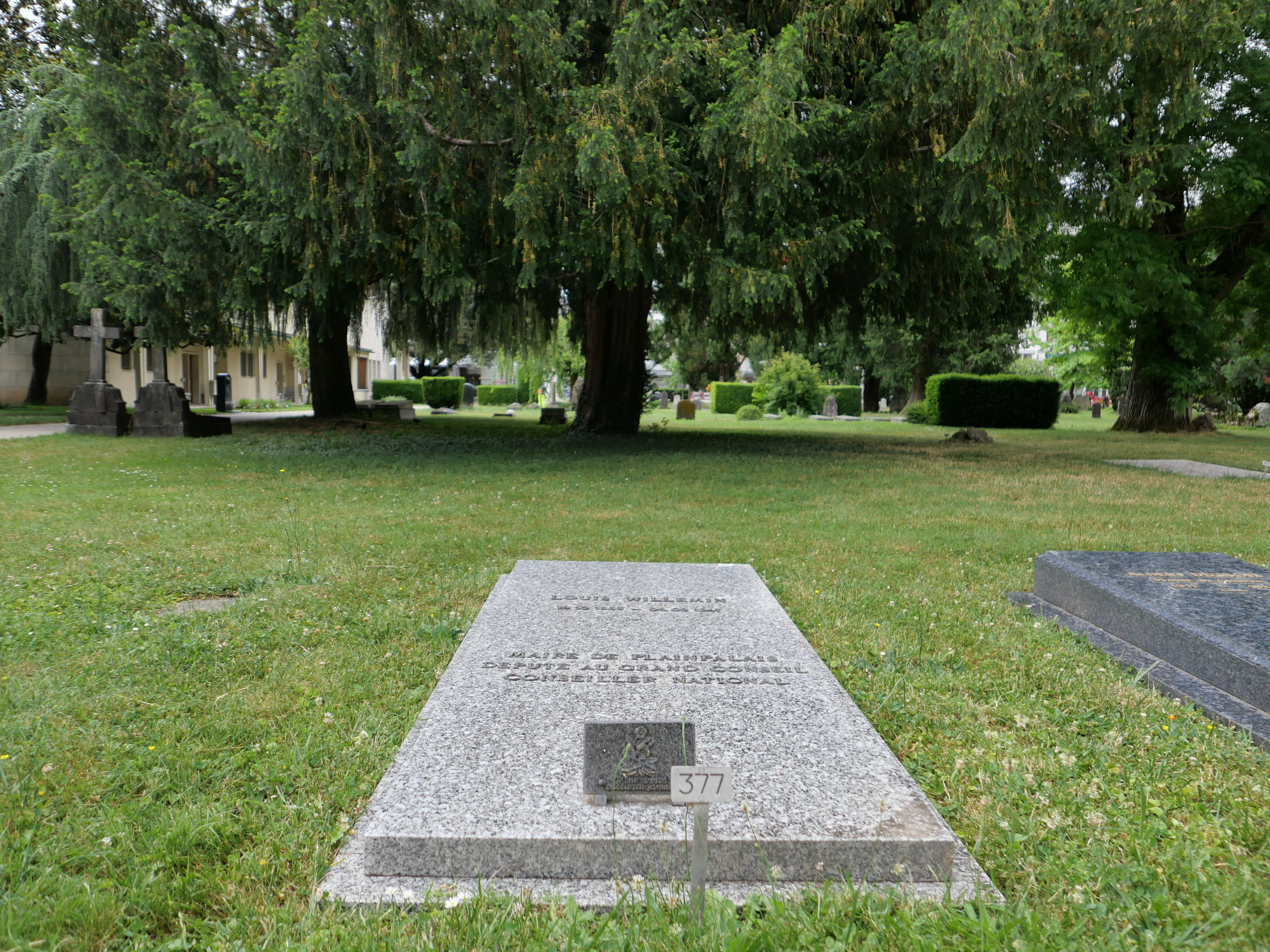
Das Grab von Louis Willemin auf dem Cimetière des Rois in Genf.

Jacques Louis Willemin (* 18. Oktober 1863 in Genf; † 8. September 1941 ebenda) war ein Schweizer Jurist und Politiker.

## Leben

### Familie
Louis Willemin war der Sohn des Polizisten und späteren Kommandanten der Genfer Gendarmerie Gustave Willemin († 1927) und von dessen Ehefrau Elisabeth (geb. Hoecklin).
Er war mit Elena († Oktober 1932), der Tochter des Generals Carlos Ibañez de Ibero, verheiratet; ihre gemeinsame Tochter Elena († 1962) war mit dem Juristen und Politiker Albert Dupont-Willemin verheiratet.
Louis Willemin wurde auf dem Cimetière des Rois in Genf beigesetzt.

### Werdegang
Nach dem Besuch des Collège Calvin in Genf war Louis Willemin anfangs als Lehrer tätig, bevor er sich 1887 an der Universität Kiel zu einem Studium der Rechtswissenschaften immatrikulierte, das er 1890 an der Universität Genf als liz. iur. beendete.
Er eröffnete 1890 in Genf eine eigene Anwaltspraxis und war als Verteidiger an einigen Aufsehen erregenden Prozessen beteiligt, so unter anderem am Prozess gegen den russischen politischen Flüchtling Viktor Platonowitsch Wassilieff (1887–?).
Er war stellvertretender Richter am Gerichtshof und hatte in der Schweizer Armee den Dienstgrad eines Oberleutnants der Infanterie.
1902 war er Redaktor des Wochenblatts Action Radicale der Jungradikalen.
Der Bundesrat verlieh ihm 1929 als Vizekonsul von Guatemala in Genf mit Amtsbefugnis über die Kantone Genf, Waadt. Neuenburg, Wallis und Freiburg das Exequatur. Im selben Jahr war er auch Vizepräsident der argentinischen Handelskammer für die Schweiz.
Er wurde 1935 zum Honorarkonsul von Guatemala ernannt. Nach seinem Tod folgte ihm sein Schwiegersohn Albert Dupont-Willemin als Honorarkonsul.
1931 wurde er Präsident des Schutzverbands der Anleger und Gläubiger der Banque de Genève (siehe Banque Cantonale de Genève).

### Politisches und gesellschaftliches Wirken
Louis Willemin führte in Genf die Jungradikalen an und sprach sich 1909 gegen die Einführung der Verhältniswahl bei den Nationalratswahlen aus.
Er war von 1907 bis 1923 Genfer Grossrat für die Jungfreisinnigen und in dieser Zeit als Nachfolger von Charles Page (1847–1910) von 1911 bis 1922 Gemeindepräsident von Plainpalais.
Er war von 1899 bis 1903 Mitglied der philanthropischen und wohltätigen Genfer Institution Hospice général.
1909 war er Präsident des Festkomitees für das internationale Musikfest in Genf.
Er war, als Nachfolger von Théodore Turrettini, vom 4. Dezember 1911 bis zum 2. Dezember 1917 sowie vom 1. Januar 1920 bis zum 3. Dezember 1922 Nationalrat.
1916 reichte er ein Postulat ein, in dem er darum bat, dass der Bundesrat das Bundesgesetz über die Bundesstrafrechtspflege revidieren möge, sodass die Verteidigungsrechte eines Angeklagten während des Zeitraumes der Untersuchung wiederhergestellt werden. Das Postulat wurde abgelehnt.
Im September 1917 beantragte er im Nationalrat, gemeinsam mit Emilio Bossi, die Ablösung von General Ulrich Wille und dessen Generalstabschef Theophil Sprecher von Bernegg; der Antrag wurde abgelehnt.

### Juristisches Wirken (Auswahl)
1901 setzte Louis Willemin sich dafür ein, dass der Jungtürke Ali Fahri nicht ausgewiesen werde; dieser hatte in der Vergangenheit verschiedene Veröffentlichungen gegen den Sultan Abdülhamid II. publiziert, so unter anderem im August 1900. Er teilte hierbei mit, dass Hermann Vámbéry, der sich aktuell beim Sultan aufhalte, in Lebensgefahr sei, weil er Einzelheiten aus dem Privatleben des Sultans veröffentlicht habe und nun vergiftet werden solle. Aufgrund von weiteren Veröffentlichungen in türkischer Sprache in der Schweiz beschloss der Bundesrat im Juli 1901, Ali Fahri aus der Schweiz auszuweisen. Nachdem Louis Willemin nach der Ausweisung von Ali Fahri mit dessen Vertretung beauftragt worden war, legte er einen Rekurs beim Bundesrat ein, damit Ali Fahri zurückgeholt werden könne, unter anderem seien die Übersetzungen aus dem Türkischen falsch dargestellt worden. Dem Rekurs wurde nicht stattgegeben. Ali Fahri wurde im Juni 1902 bei der illegalen Einreise in die Schweiz in Croix-de-Rozon bei Bardonnex festgenommen und kurz danach erneut nach Frankreich ausgewiesen.
Im Jahr 1902 hatte Willemin den Korporal Alfred Niggli vor Gericht verteidigt. Niggli wurde zusammen mit dem späteren National- und Ständerat Jean Sigg und fünfzehn weiteren Soldaten unter dem Vorsitz des Grossrats Adrien Lachenal vor dem Militärgericht angeklagt, weil sie sich geweigert hatten, dem Truppenaufgebot zu folgen. Sie befürchteten, das sie während eines Generalstreiks in Genf gegen die Zivilbevölkerung vorgehen sollten. Nach der Verurteilung der Angeklagten versuchte Willemin im Dezember 1902 eine Amnestie für die Verurteilten beim Bundespräsidenten zu erreichen, dieser verwies ihn jedoch an das fachlich zuständige Justiz- und Polizeidepartement.
Er wurde 1908 Verteidiger von Viktor Platonowitsch Wassilieff; dieser hatte im russischen Pensa im Auftrag eines revolutionären Komitees aus politischen Gründen den dortigen Polizeichef erschossen. Nach seiner Festnahme in Russland gelang ihm die Flucht, und er entkam nach Genf, um hier Asyl zu beantragen. Weil der Mord als eine politische Tat gewertet werden sollte, erhielt Wassilieff Unterstützung durch Ilja Rubanowitsch (1859–1920), Redaktor der in Paris erscheinenden Russischen Tribüne. Im Juli 1908 wurde Wassilieff die bevorstehende Auslieferung mitgeteilt, worauf er darum bat, in Genf noch vorher in der russischen Kirche (siehe Kreuzerhöhungskathedrale (Genf)) heiraten zu dürfen, dies wurde jedoch durch die Behörden nicht genehmigt. Einige Tage später erfolgte, nach einer Beratung des Bundesgerichts in Lausanne, zu der Willemin verspätet eingeladen wurde, die Auslieferung Wassilieffs an russische Behörden, worauf es zu einer Demonstration mit 3'000 Teilnehmern kam. Wassilieff wurde im Dezember 1908 vor ein Gericht in Saratow gestellt und darauf zu zehn Jahren Zwangsarbeit verurteilt. Im März 1909 wurde bekannt, dass Wassilieff, entgegen der Absprache mit der Schweizer Regierung, doch vor ein Militärgericht gestellt werden soll, dies dementierte jedoch die russische Regierung.
Im August 1909 erhielt er von dem russischen Revolutionär Wladimir Lwowitsch Burzew den Auftrag, an den Bundesrat einen Rekurs zu richten, um die Weigerung aufzuheben, das dieser sich in Genf und Montreux aufhalten dürfe.
1912 wurde Willemin durch François Truffet und Jean Balleydier mit der Revision ihrer Verurteilung wegen Mordes beauftragt; diese waren 1901 wegen Mord zu zwanzig und fünfzehn Jahren Zuchthaus verurteilt und nach 1909 begnadigt worden. Das Revisionsgesuch wurde im Dezember 1912 durch den Kassationshof zurückgewiesen, weil keine neuen Tatsachen vorgebracht wurden, die eine Wiederaufnahme des Verfahrens gerechtfertigt hätten.
Im Prozess in der Obersten-Affäre wurde Willemin 1916 als Zeuge vernommen.
1919 war er Verteidiger des Anarchistenführers Luigi Bertoni im Zürcher Bombenprozess vor dem Bundesstrafgericht, weil dieser beschuldigt worden war, Bombenanschläge in Italien und in Zürich organisiert zu haben. Den Prozess leitete Agostino Soldati, Bertoni wurde freigesprochen.
Willemin war 1919 der Anwalt von Magdalena Weidtmann, genannt Made de Rosan oder Bebe, die wegen Unterschlagung angeklagt worden war. Das Verfahren wurde kurz darauf eingestellt, weil der verursachte Schaden beglichen wurde.
1932 wurde er, nach den Unruhen von Genf, im Prozess wegen Zusammenrottung und gewaltsamen Widerstandes gegen die öffentliche Gewalt, Verteidiger von Léon Nicole, wechselte jedoch seine Mandanten und wurde im selben Verfahren der Verteidiger von Albert Dupont-Willemin und dem städtischen Angestellten Edmond Isaak (* 1884); den Prozess leitete wiederum Agostino Soldati.

## Mitgliedschaften
Louis Willemin war Präsident der Studentenverbindung Stella Helvetica.